# Lights Camera Action
«Lights Camera Action» es una canción de la cantante australiana Kylie Minogue. Fue lanzada como el sencillo principal de su decimoquinto álbum de estudio, Tension II (2024), el 27 de septiembre de 2024 por BMG y la compañía de Minogue, Darenote. La canción fue escrita por Minogue, la cantautora noruega Ina Wroldsen y su productor Lewis Thompson. Musicalmente es una canción electrónica con influencias del EDM y un Beat Drop adicional.
Tras su lanzamiento, «Lights Camera Action» recibió críticas positivas de los críticos musicales por su alta euforia, el sonido en general y la actitud despreocupada de Minogue. Varias críticas la compararon al nivel de Tension, especialmente a «Padam Padam». Sophie Muller dirigió el video musical, en el que Minogue aparece en diversas versiones de ella misma, interpretando la canción en un set preparado en Budapest, Hungría.

## Antecedentes y lanzamiento
Tras el éxito crítico y comercial del decimocuarto álbum de estudio de Minogue, Tension, Variety anunció que el álbum sería reempaquetado y lanzado en 2024.  El siguiente mes, Minogue insinuó que estaba trabajando en nueva música durante una entrevista en la 66.ª edición de los Premios Grammy, donde fue la primera artista ganadora del premio Grammy a la Mejor Grabación Pop Dance por su sencillo «Padam Padam». Durante el mismo año, colaboró en varios temas, entre ellos «Dance Alone» con la cantante australiana Sia, «Midnight Ride» con el cantante sudafricano Orville Peck y el DJ estadounidense Diplo, «My Oh My» con la cantante estadounidense Bebe Rexha y la artista sueca Tove Lo, y «Edge of Saturday Night» con la DJ estadounidense The Blessed Madonna.
El 19 de septiembre, Minogue adelantó un anuncio en las redes sociales y el día después, reveló su decimoquinto álbum de estudio Tension II, sus formatos de lanzamiento, su gira Tension Tour y el sencillo principal del álbum «Lights Camera Action». El 21 de septiembre, presentó la canción en una fiesta de escucha junto con el resto de canciones de Tension II. Además, Minogue compartió un breve fragmento de la canción y su portada; la fotografía es de un fotograma del video musical del sencillo, que se filmó en Budapest, Hungría. El 27 de septiembre, BMG y la compañía de Minogue, Darenote, lanzaron el sencillo en formato digital y de streaming. El mismo día, se lanzó un EP digital con remixes de Confidence Man, Zach Witness y Jaconda, incluyendo la mezcla original y la extendida.

## Composición
| "Es hipnótico. Es muy divertido, y probablemente de ahora en adelante vas a incluir 'Lights Camera Action' en tu vocabulario diario." —Minogue describiendo Lights Camera Action". |

«Lights Camera Action» fue escrita por Minogue, Ina Wroldsen y su productor Lewis Thompson. Minogue fue el ingeniero vocal de la canción, mientras que Wroldsen proporcionó coros adicionales y Thompson manejó la programación y la instrumentación. Minogue adelantó la canción en Vogue Singapur diciendo: «Uno de los escritores de 'Padam Padam' trabajó en esta pista, así que definitivamente hay una conexión. Cuando escuché el demo, pensé que era una canción divertida y lo importante era esta 'tensión' que te retiene y te atrapa. Te atrapa y luego el ritmo cae y es un beat bastante sólido». Con respecto a la  de la canción, Minogue afirmó: «Es hipnótico. Es muy divertida, y probablemente de aquí en adelante vas a incluir 'Lights Camera Action' en ti vocabulario diario».  Además, declaró a NME que la canción sigue «ese tipo similar de calidad hipnótica» que era similar a su single «Padam Padam», y sintió que la letra «Lights camera action, that's it» era algo «atrayente».
Musicalmente, es una pieza electrónica inspirada en el EDM con «sintetizadores delirantes» y «ritmos duros y pavoneantes» que dura dos minutos y 42 segundos. La escritora de Billboard, Jessica Lynch, comparó «Lights Camera Action» a los sonidos de Tension, escribiendo que, Minogue explora «profundo dentro del mundo de la electrónica, continuando el sonido EDM que hizo a Tension un hit global». Lynch también describió la pista como «llena de beats enérgicos para la pista de baile». El editor de Rolling Stone, Conor Lochrie expresó un sentimiento similar, comparándolo con los sonidos de Tension diciendo que «captura ese espíritu sin preocupaciones de la pista de baile». Similarmente, Ky Stewart de Junkee sintió que la canción era «otro homenaje al lugar favorito de Kylie: la pista de baile», al tiempo que señaló que la pista «contiene la atmósfera electrónica bailable de Tension pero se mantiene fuerte por sí sola. Empujando a Kylie más profundamente en el género, llevándola a otra era». El escritor de Pop Clásico, Dan Biggane lo describió como una «pista energética inspirada en el club» que sigue la contribución orientada al baile de Minogue a «Edge of Saturday Night».

## Recepción de la crítica
Tras su lanzamiento, «Lights Camera Action» recibió críticas favorables de los críticos musicales. Lynch de Billboard elogió la canción y dijo que «sirve como una celebración de todas las cosas glamorosas». Hit Channel también elogió a Minogue, diciendo que «ofrece un himno pop vibrante que muestra el estilo característico de Kylie» y que la canción es «dinámica». Steward of Junkee fue positivo, diciendo que está «llena de letras divertidas, ingeniosas y despreocupadas por las que conocemos y amamos a Kylie». George Griffiths de Official Chart Company etiquetó la canción como un «pop bop adictivo», mientras que el editor de Clash, Robin Murray, la describió como un «quemador de pista de baile sin complejos» después de notar su energía. Biggane de Classic Pop sintió que la canción «captura el espíritu despreocupado del club nocturno y continúa el sonido electrónico y eufórico del álbum anterior Tension». Alim Kheraj de Attitude lo denominó «otro clásico queer instantáneo del club».

## Vídeo musical
El vídeo musical de «Lights Camera Action» fue filmado por la cineasta británica y colaboradora de muchos años Sophie Muller. Se filmó en Budapest, Hungría, y presenta a Minogue en varias versiones de ella misma en un set de filmación preparado.  Comienza con una toma en blanco y negro de Minogue en un entorno similar a una oficina frente a un mapa, similar al fragmento que compartió en las redes sociales antes del lanzamiento de la canción. A continuación aparecen escenas adicionales, incluida ella posando frente a un fotógrafo (interpretado por Minogue), maquillándose con rulos frente a un espejo con personal adicional a su alrededor, una toma de seguimiento de ella cantando la canción y ella vistiendo un vestido negro y amarillo con confeti, cinta de precaución y un especialista en el fondo. La película concluye con Minogue en un cine, viendo una película en blanco y negro de ella misma. El vídeo musical se estrenó en el canal de YouTube de Minogue el 28 de septiembre. Kheraj de Attitude consideró que el video «captura el espíritu energético de la canción», mientras que Alan Pedder de The Needle Drop lo describió como «deslumbrante». El guionista de The Clash, Murrah, pensó que era «una clara referencia a los tropos de las películas de espías».

## Lista de canciones
- EP Digital / Formatos de Streaming

1. «Lights Camera Action» – 2:42
2. «Lights Camera Action» (extended mix) – 3:55
3. «Lights Camera Action» (Confidence Man remix) – 4:27
4. «Lights Camera Action» (Zach Witness remix) – 4:02
5. «Lights Camera Action» (Jaconda remix) – 2:50

## Rendimiento comercial
El 1 de octubre de 2024, la Official Charts Company del Reino Unido, colocó "Lights Camera Action" en el número 35 en la lista de sencillos de la mitad de semana. 